# Democratici Indipendenti (Sudafrica)
I Democratici Indipendenti (in inglese: Independent Democrats - ID) sono stati un partito politico sudafricano di orientamento social-liberale.
Fondato nel 2003 da Patricia de Lille in seguito ad una scissione dal Congresso Panafricano, nel 2014 è confluito in Alleanza Democratica.

## Risultati
| Elezione      | Voti    | %    | Seggi   |
| ------------- | ------- | ---- | ------- |
| Generali 2004 | 269.765 | 1,73 | 7 / 400 |
| Generali 2009 | 162.915 | 0,92 | 4 / 400 |